# Mycosphaerella scrophulariae
Mycosphaerella scrophulariae är en svampart som först beskrevs av Sacc. & Briard, och fick sitt nu gällande namn av Tomilin 1971. Mycosphaerella scrophulariae ingår i släktet Mycosphaerella och familjen Mycosphaerellaceae.   Inga underarter finns listade i Catalogue of Life.